# Новоникольское (Меловский район)
Новоникольское (укр. Новомикільське) — село в Меловском районе Луганской области Украины. Входит в Стрельцовский сельский совет.
Население по переписи 2001 года составляло 465 человек. Почтовый индекс — 92531. Телефонный код — 6465. Занимает площадь 3,96 км². Код КОАТУУ — 4422886605.

## Местный совет
92530, Луганська обл., Міловський р-н, с. Стрільцівка, вул. Радянська, 4  (укр.)